# Yannick Lumbu Ngoy
Lumbu Ngoy Yannick, né le 4 mars 1977 à Kamina (République démocratique du Congo),, est un haut fonctionnaire et homme politique kino-congolais, député national de la ville de Lubumbashi du 30 décembre 2018 au 30 décembre 2023. 